# Гадюка сахалінська
Гадюка сахалінська (Vipera sachalinensis) — вид змій родини гадюкових (Viperidae). Представник далекосхідної фауни. Отруйна змія.

## Опис
Загальна довжина досягає 93 см. Морда закруглена, краї злегка підведені. Край морди обмежений 5—6 щитками, зокрема й апікальними. Навколо очей є 10—11 щитків, не враховуючи надочноямкових. Черевних щитків у самок 146—153, а у самців — 140—151. Підхвостових щитків у самок 27—32, у самців — 37—41. Навколо середини тулуба є 21 рядків луски. 
Зверху темно-сірого або буро-сірого кольору, на спині є поздовжній рядок чорних плям, які зрідка зливаються у зигзагоподібну смугу, частіше ж вони розірвані. На верхній стороні голови Х-подібний малюнок розділений на 2 половини світлою плямою, розташованою на шві між тім'яними щитками. Черево чорно-сірого забарвлення зі світлими цятками, горло і нижня сторона голови білуваті. 

## Поширення
Далекосхідний вид. Ареал охоплює східні регіони Росії (Амурська область, Хабаровський і Приморський край, Сахалін, Шантарські острови), Північно-Східний Китай, Північну Корею. 

## Особливості біології
Населяє береги річок і струмків, прибережні скелясті й піщані ділянки на межі лісу й пляжу, сипучі піщані морські наноси, завалені викинутими морським прибоєм стовбурами дерев, зарості чагарнику й папоротей. 
Отруйна, як і інші гадюки. Отрута гемолітичної дії (впливає на кров і кровотворні органи). Укуси становлять велику небезпеку для домашніх тварин і людини. 
Гадюка сахалінська належить до яйцеживородних змій. Статевозрілими стають на 3—4 році життя при довжині тіла понад 45 см. Парування відбувається в другій половині травня. Наприкінці вересня самка народжує 5—10 дитинчат довжиною 170—183 мм завдовжки.
Харчується лісовими мишами, полівками, ящірками, жабами та дрібними птахами.

## Охорона
Стан більшості природних популяцій виду в межах ареалу залишається більш-менш стабільним. Саме тому він, згідно Червоного списку МСОП, отримав охоронний статус «відносно благополучний вид».

## Систематика
Донедавна гадюку сахалінську розглядали як один із підвидів гадюки звичайної (Vipera berus). На основі морфологічних показників її виділено в окремий вид Vipera sachalinensis. Водночас ряд герпетологів продовжують триматися традиційних поглядів щодо систематичного положення цієї змії.